# Zehn Variationen G-Dur über „Unser dummer Pöbel meint“
Zehn Variationen G-Dur über „Unser dummer Pöbel meint“ aus Glucks „Pilger von Mekka“ ist der Titel einer Klavierkomposition von Wolfgang Amadeus Mozart.
Es handelt sich hierbei um die zehn Variationen für Klavier zu zwei Händen über ein Thema aus Christoph Willibald Glucks komischer Oper in drei Akten „Die Pilger von Mekka“ (Les Pèlerins de la Mecque ou La rencontre imprévue), entstanden 1764 bzw. 1790. Das 1784 komponierte Werk ist im Köchelverzeichnis unter der Nummer 455 verzeichnet.
Mozarts Komposition liegt auch der Vierten Suite für Orchester G-Dur (op. 61) von Pjotr Tschaikowski, der Mozartiana, zugrunde.
Das Werk ist die einzige Klaviervariation Mozarts, die im Autograph erhalten ist. Das Autograph wurde bei einer Auktion am 12. Juli 1784 bei Sotheby’s (London) von dem Privatsammler Geo Kurtz (Wavertree bei Liverpool) erworben. Die Vorbesitzer sind unbekannt. Seit 1957 befindet es sich in einer Privatsammlung in Basel. Ein weiteres, unvollständiges, wohl früher entstandenes Autograph ist seit Kriegsende 1945 verschollen, aber in einer Fotokopie im Archiv für Photogramme musikalischer Meisterhandschriften der Musiksammlung der österreichischen Nationalbibliothek in Wien erhalten.